# خورشیدگرفتگی ۱۱ ژوئیه ۲۰۲۹
خورشیدگرفتگی ۱۱ ژوئیه ۲۰۲۹ (به انگلیسی: Solar eclipse of July 11, 2029) یک خورشیدگرفتگی از نوع خورشیدگرفتگی جزئی است. این خورشیدگرفتگی در تاریخ ۱۱ ژوئیه ۲۰۲۹ میلادی (‎۲۱ تیر ۱۴۰۸ خورشیدی) روی خواهد داد که زمان اوج آن، ساعت ۱۵:۳۷:۱۹ به‌وقت ساعت هماهنگ جهانی است.